# Stratos Swarnas
Efstratios (Stratos) Swarnas (gr. Ευστράτιος (Στράτος) Σβάρνας, ur. 11 listopada 1997 w Atenach) – grecki piłkarz, grający na pozycji środkowego obrońcy w polskim klubie Raków Częstochowa, reprezentant Grecji.

## Kariera klubowa

### Początki
Zaczynał karierę w Triglii Rafinas. 1 lipca 2014 roku został zawodnikiem AEK Ateny, gdzie zadebiutował 29 marca 2015 roku w meczu przeciwko GS Kallithea (0:2 dla ateńczyków). Wszedł na boisko w 87. minucie, zastąpił Dimitriosa Anakoglu. Łącznie w Atenach zagrał 3 mecze.

### AO Ksanti
21 lipca 2016 roku został graczem AO Ksanti. W tym klubie zadebiutował 21 stycznia 2017 roku w meczu przeciwko Olympiakosowi SFP (2:0 dla zespołu z Pireusu). Na boisku spędził 73 minuty. Łącznie w tym klubie zagrał 20 meczów.

### Powrót do AEK
16 sierpnia 2018 roku wrócił do Aten. W tym zespole ponownie zadebiutował 2 marca 2019 roku w meczu przeciwko Arisowi FC (2:0 dla rywali Swarnasa). Na boisku spędził całą drugą połowę. Pierwszego gola strzelił 8 lipca 2020 roku w meczu przeciwko OFI Kreta (2:0 dla AEK). Do siatki trafił w 45. minucie. Łącznie do 5 lipca 2022 roku zagrał 65 meczów i strzelił jednego gola. Z tym zespołem zdobył w 2016 roku puchar Grecji.

### Raków Częstochowa
11 czerwca 2022 roku trafił na zasadzie wypożyczenia do Rakowa Częstochowa z opcją wykupu.

## Kariera reprezentacyjna

### Młodzieżowe
Zagrał 3 mecze w reprezentacji U-17.
5 spotkań rozegrał w kadrze U-18.
10 meczów zagrał w reprezentacji U-19.
W reprezentacji do lat 21 zagrał 2 spotkania.

### Seniorska
W seniorskiej reprezentacji Grecji 3 września 2020 roku w meczu przeciwko Słowenii (0:0). Zagrał cały mecz. Łącznie do 5 lipca 2022 roku zagrał 6 spotkań.

## Sukcesy

### AEK Ateny
- Puchar Grecji 2015/16

### Raków Częstochowa
- Mistrzostwo Polski: 2022/2023[19]